# Joan Dingley
Joan Marjorie Dingley, OBE (* 14. Mai 1916 in Parnell, Neuseeland; † 1. Januar 2008 in Auckland, Neuseeland) war eine neuseeländische Botanikerin und Mykologin. Sie arbeitete 35 Jahre lang in der Abteilung für Pflanzenkrankheiten am Department of Scientific and Industrial Research (DSIR)  und gehörte zu den ersten Frauen, die in Neuseeland im wissenschaftlichen öffentlichen Dienst beschäftigt waren. Sie identifizierte und beschrieb zahlreiche Pflanzenkrankheiten, entwickelte eine Sammlung von mehr als 35.000 Pilzproben und war an der Einrichtung der Auckland Regional Botanic Gardens beteiligt.

## Leben und Werk
Dingley war das zweite und jüngste Kind von Harriet Griffiths und deren Ehemann, Captain Thomas Dingley. Beide Eltern waren in Presteigne in Wales geboren und ihre Mutter hatte mehrere Kinder aus einer früheren Ehe. Sie und ihre Geschwister lebten ihre ersten Jahre in Parnell, einem Vorort von Auckland, und zogen Anfang der 1920er Jahre nach Remuera, ebenfalls ein Vorort von Auckland. Sie besuchte das Ladies' College in Remuera und später die Auckland Diocesan School for Girls. Nach ihrem Schulabschluss studierte sie am Auckland University College Naturwissenschaften mit den Schwerpunkten Zoologie und Botanik. Ihre Masterarbeit beschäftigte sich 1942 mit der Ökologie und Morphologie des neuseeländischen Baumfarns Dicksonia squarrosa (wheki).

## Forschung am New Zealand Department of Scientific and Industrial Research (DSIR)

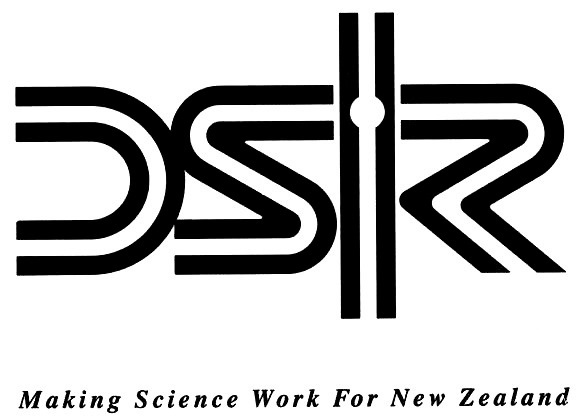
Logo des New Zealand Department of Scientific and Industrial Research (DSIR)

1941 wurde sie in den Stab der Abteilung für Pflanzenkrankheiten des damaligen DSIR in Mount Albert berufen. Der Direktor der Abteilung für Pflanzenkrankheiten Gordon Herriot Cunningham war nicht für seine Unterstützung von Frauen in der Wissenschaft bekannt, aber er war eine führende Persönlichkeit der neuseeländischen Wissenschaft und führender Pflanzenpathologe und Mykologe. Cunningham wollte während des Zweiten Weltkriegs keinen Mann im wehrfähigen Alter ernennen. Zu dieser Zeit hatten in Neuseeland nur sehr wenige Frauen Forschungspositionen in der staatlich geförderten Wissenschaft. Während des Krieges war man es gewohnt, mit Frauen zu arbeiten, in den 1960er und 1970er Jahren war die Situation für Wissenschaftlerinnen schwerer. Für Kriegsrückkehrer war das DSIR großzügig mit Stipendien, damit sie im Ausland promovieren konnten.
Dingleys erste Aufgabe bestand in Zusammenarbeit mit dem Mykologen Raymond M. Brien darin, Methoden zu erforschen, um die Schimmelbildung auf Armeezelten und Stoffen aus Segeltuch in der feuchten Umgebung des Pazifiks zu verhindern. Aufgrund der Kriegsbedingungen musste die Laborausrüstung aus verfügbaren Materialien improvisiert werden und Tests wurden mit großer Dringlichkeit durchgeführt. Ihre Forschungsergebnisse wurden im Journal of Science and Technology (4, 5) 1946 veröffentlicht. Nach dem Krieg wurden die meisten befristeten Stellen im öffentlichen Dienst in unbefristete Stellungen überführt. Dingley erhielt im März 1947 eine Festanstellung als Mykologin.
Dingley reiste während ihrer Tätigkeit am DSIR oft mit geringer finanzieller Unterstützung ins Ausland, insbesondere um Referenzexemplare zu untersuchen, die im Commonwealth Mycological Institute (C. M. I.) und in den Royal Botanic Gardens in Kew aufbewahrt wurden. Referenzexemplare untersuchte sie auch in anderen europäischen und nordamerikanischen Herbarien. Dingley nahm 1952 ein Jahr unbezahlten Urlaub am DSIR, um insbesondere bei E. W. Mason und Richard William George Dennis am C. M. I. zu studieren. 1958 besuchte sie Herbarien in Paris, Stockholm und Straßburg und suchte nach Typusexemplaren von Pilzen der Krustenkugelpilzartigen. 1962 verbrachte sie drei Monate in den USA und Kanada, um ihre Studien zur Taxonomie von Pilzen zu unterstützen. 1965 forschte sie sechs Monate in Kew und am C. M. I. und untersuchte pflanzenkrankheitserregende Pilze, insbesondere im Zusammenhang mit der Pflanzenquarantäne. 1970 nahm sie am International Mycological Congress in Exeter und 1973 am International Symposium on the Taxonomy of Fungi an der University of Madras teil. Bei beiden Treffen hielt sie Vorträge über die Krustenkugelpilzartigen. Während dieser Auslandsreise besuchte sie auch Singapur und Neuguinea, um ihren Kollegen Egon Horak zu treffen und Pilze in den Buchenwäldern Neuguineas zu untersuchen.
Von 1974 bis 1977 nahm sie an der Untersuchung landwirtschaftlicher Schädlinge und Krankheiten auf den Cookinseln, Fidschi, Kiribati, Tonga, Tuvalu und West-Samoa teil und wurde zu internationalen Konferenzen eingeladen, um die Ergebnisse ihrer Forschung vorzustellen. Ausländische Forscher, darunter der amerikanische Mykologe Gary Joseph Samuels und der österreichische Biologe Horak, reisten nach Neuseeland, um mit ihr zu arbeiten.
Dingley brachte ihr Fachwissen in eine Vielzahl von Programmen und Projekten ein. Sie war Teil des Teams, das feststellte, dass das Gesichtsekzem bei neuseeländischen Schafen und Rindern durch ein Toxin verursacht wurde, das von einem auf der Weide gefundenen Pilz produziert wurde. Sie schulte die Polizei bei der Identifizierung von Cannabis- und Schlafmohnpflanzen und half dem Gesundheitsministerium bei der Identifizierung von Pilzpathogenen im Essen. Sie war auch für die Erstellung der Liste der Pflanzenkrankheiten verantwortlich, die die Grundlage für die neuseeländischen Quarantänevorschriften bildete.
Dingley ging im Dezember 1976 nach 35 Jahren Tätigkeit am DSIR in den Ruhestand.
Sie war seit 1959 ein Mitglied des Royal New Zealand Institute of Horticulture, zunächst als DSIR-Vertreterin im Landesvorstand und dann als langjähriges Ausschussmitglied und Präsidentin der Niederlassung in Auckland. Sie und andere Mitglieder setzten sich für die Schaffung eines Botanischen Gartens für die Region Auckland ein und sie war Mitglied des technischen Beratungsausschusses, der die Einrichtung von 1975 bis zur Eröffnung der Auckland Botanic Gardens in Manurewa im Jahr 1982 leitete.
Dingley entwickelte das New Zealand Fungal Herbarium und erhöhte die Anzahl der Exemplare von 4.000 auf 35.000.
Anlässlich ihres 90. Geburtstages wurde ihr die Sonderausgabe von Studies in Mycology: Hypocrea and Trichoderma studies marking the 90th birthday of Joan M. Dingley gewidmet. Dingley erhielt internationalen Status als Mykologin für ihre monografische Arbeit über die Krustenkugelpilzartigen (Hypocreales) in Neuseeland, und diese Sonderausgabe besteht aus vier Artikeln, die sich auf Trichoderma und ihre Hypocrea-Teleomorphen konzentrieren.
Dingley starb am 1. Januar 2008 im Alter von 91 Jahren in ihrem Haus in Remuera.

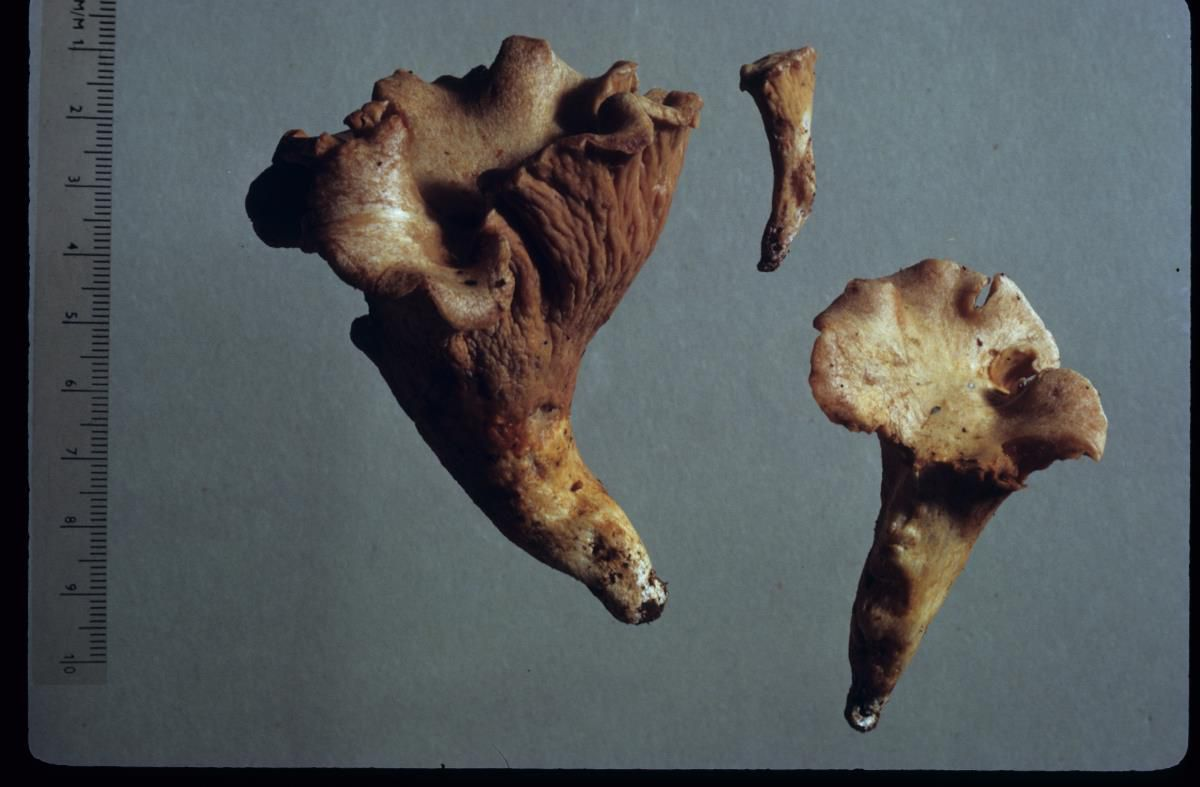
Holotyp-Exemplar von Gloeocantharellus dingleyae

Die Standard-Autorenabkürzung Dingley wird verwendet, um Dingley bei der Nennung eines botanischen Namens als Autorin anzugeben.
Dingleya ist eine Trüffelgattung aus der Familie der Tuberaceae. Die Gattung umfasst sieben in Australien vorkommende Arten. Die Gattung wurde 1979 von James Trappe beschrieben und ist nach Dingley benannt.

## Ehrungen (Auswahl)
- 1965: Fellow des Royal New Zealand Institute of Horticulture
- 1994: Ehrendoktorwürde der Massey University
- 1995: Officer des Order of the British Empire
- 2017: 150 Women in 150 Words der Royal Society Te Apārangi
- Die Massey University vergibt das jährliche Joan-Dingley-Gedächtnisstipendium für Mykologie in Höhe von bis zu 6.000 US-Dollar für einen MSc-Studenten.

## Veröffentlichungen (Auswahl)
- Eye spot’ disease of maize in New Zealand. In: New Zealand Journal of Agricultural Research. Band 16, Nr. 3, 1. August 1973, S. 325–328, doi:10.1080/00288233.1973.10421111.